# De l'unité de l'Église catholique
De l'unité de l'Église catholique (De Catholicae Ecclesiae Unitate) est un traité écrit par Cyprien de Carthage, un des pères de l’Église, en 251. Dans ce document, saint Cyprien formule sa conception de l'Église, qu'il considère comme la nouvelle arche de Noé ou comme sponsa Christi.

## Thème
Ce traité est considéré comme l'une des œuvres clés de saint Cyprien et comme le premier traité d'ecclésiologie de la littérature chrétienne, saint Cyprien n'ayant de cesse de rappeler l'unité de l'Église.
L'auteur met en garde ses contemporains chrétiens contre ce qu'il considère comme l'orgueilleuse tentation de créer une église parallèle à la « grande Église ». Pour lui, cela n'aboutirait à rien car « hors de l'Église, il n'y a pas de salut » (personne ne peut se sauver en dehors de l'Église). Cette expression (en latin Extra Ecclesiam nulla salus) a souvent été mal comprise.

## Structure du texte
L'ouvrage, écrit à l'occasion de la persécution de Dèce, lorsque la communauté ecclésiale a dû faire face à la question des lapsi, est structuré comme suit :
- cc. 1-3 : présentation
- cc. 4-9 : l'unité comme caractère fondamental de l'Église
- cc. 10-19 : nature de l'hérésie et du schisme
- cc. 20-22 : solution du problème des confesseurs
- cc. 23-27 : conclusion

Du chapitre 4, il reste deux éditions : primatus textus (plus courte) et textus receptus. Le premier est considéré comme un faux de la chancellerie papale composé dans la période entre le pape Pélage Ier et Pélage II car il contient des déclarations justifiant la primauté de l'évêque de Rome, absente dans le textus receptus. 